# Cecilia Núñez Sucre
Cecilia Núñez Sucre fue una feminista venezolana y una de las pioneras del movimiento de mujeres en Venezuela. Es conocida por su campaña por el sufragio femenino. En 1935 fue una de las fundadoras de la Agrupación Cultural Femenina.